# Nkol Ngok
Nkol Ngok of Nkolngok is een dorp in de regio Centre in Kameroen. Het maakt deel uit van de gemeente Mbankomo in het departement Méfou-et-Akono. In 2005 telde het dorp 324 inwoners.

## Geboren
- André Onana (1996), voetballer